# Flávio Rodrigues da Costa
Flávio Rodrigues da Costa (Carangola, 14 de setembre de 1906 - Rio de Janeiro, 22 de novembre de 1999) fou un futbolista brasiler i destacat entrenador de futbol.

## Trajectòria
Com a futbolista va jugar entre 1926 i 1936 al Flamengo, disputant 145 partits en els quals marcà 15 gols. El 1934 esdevingué jugador-entrenador, iniciant una llarga carrera com a entrenador de futbol. Pel que fa a clubs, destacà a les següents entitats: Flamengo, Vasco da Gama, Colo Colo de Xile o FC Porto de Portugal. Fou el seleccionador brasiler al Mundial de 1950, retornant al càrrec posteriorment, entre 1955 i 1956.

## Estadístiques
| Carrera d'entrenador | Carrera d'entrenador | Carrera d'entrenador    | Carrera d'entrenador |
| De                   | Fins                 | Club                    | Títols |
| -------------------- | -------------------- | ----------------------- | --- |
| 1970                 | 1970                 | Bangu AC                | |
| 1965                 | 1966                 | FC Porto (Portugal)     | |
| 21/01/1962           | 22/07/1965           | CR Flamengo (RJ)        | 1963 - Campionat carioca |
| 1960                 | 1961                 | São Paulo FC            | |
| 1959                 | 1960                 | Colo-Colo (Xile)        | |
| 1956                 | 1957                 | FC Porto (Portugal)     | |
| 1/04/1956            | 8/08/1956            | Brasil (equip nacional) | |
| 13/11/1955           | 13/11/1955           | Brasil (equip nacional) | |
| 1953                 | 1956                 | CR Vasco da Gama (RJ)   | |
| 17/02/1951           | 21/12/1952           | CR Flamengo (RJ)        | |
| 1947                 | 1950                 | CR Vasco da Gama (RJ)   | 1947 - Campionat carioca 1948 - Campionat sud-americà de 1948 1949 - Campionat carioca 1950 - Campionat carioca                  |
| 14/05/1944           | 16/07/1950           | Brasil (equip nacional) | 1949 - Copa Amèrica |
| 10/03/1946           | 21/12/1946           | CR Flamengo (RJ)        | |
| 8/12/1938            | 18/11/1945           | CR Flamengo (RJ)        | 1939 - Campionat carioca 1940 - Torneig Rio-São Paulo 1942 - Campionat carioca 1943 - Campionat carioca 1944 - Campionat carioca |
| 16/09/1934           | 10/01/1937           | CR Flamengo (RJ)        | |
| Carrera de Jugador   |                      |                         | |
| De                   | Fins                 | Club                    | Títols |
| 1926                 | 1936                 | CR Flamengo (RJ)        | 1927 - Campionat carioca |

| Estadístiques amb Brasil (equip nacional) | Estadístiques amb Brasil (equip nacional) | Estadístiques amb Brasil (equip nacional) | Estadístiques amb Brasil (equip nacional) |
| P                                         | G                                         | E                                         | P                                         |
| ----------------------------------------- | ----------------------------------------- | ----------------------------------------- | ----------------------------------------- |
| 56                                        | 35                                        | 9                                         | 12                                        |